# باب تینینگ
باب تینینگ (انگلیسی: Bob Tinning; ۲۵ دسامبر ۱۹۲۵ – ۱۹ مهٔ ۲۰۰۱) قایقران روئینگ اهل استرالیا بود.